# Белгородская черта

Белгородская черта по К. С. Носову

Белгородская черта (Белгородская засечная черта) — укреплённая линия на южных рубежах Русского царства, созданная в 1635—1654 годах путём возведения ряда крепостей, соединённых между собой системой оборонительных валов, засек, надолбов, с использованием в том числе естественных природных препятствий (болот, лесов, рек). Длина Белгородской черты составляла 800 км. Причиной её строительства стала необходимость обеспечения обороны южных рубежей государства, продвинувшихся за предыдущие десятилетия далеко вглубь Поля. Белгородская черта эффективно снизила риск грабительских вторжений крымских татар и ногайцев и способствовала русскому заселению огромных чернозёмных территорий на 300 км к югу от Большой засечной черты. Административное и военное управление оборонительной линией располагалось в Белгороде. Западная часть Белгородской черты утратила своё военное значение после строительства Изюмской черты (1679—1680), восточная — после строительства Украинской линии (1731—1742).

## Географическое положение
Белгородская черта проходила по территории современных Сумской, Белгородской, Воронежской, Липецкой, Тамбовской областей, от реки Ворскла, где в 1654 году находилась граница Русского царства и Речи Посполитой, до реки Челновая (Тамбовская область).
Белгородская черта может быть представлена в виде двух прямых линий, образующих угол при соединении у впадения в Дон Тихой Сосны. Протяжённость линии 600 километров, с учётом изгибов — 800 км.

## Причины и начало строительства

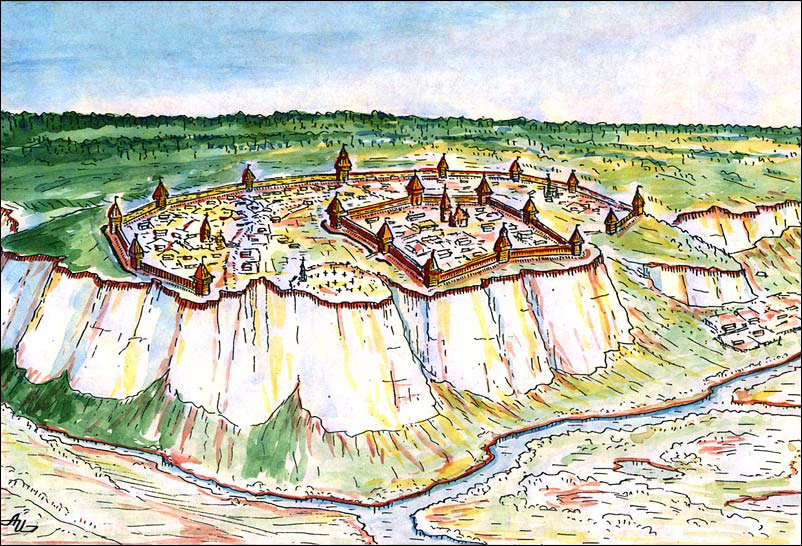
Белгородская крепость

Историк Д. Багалей полагал, что строительство черты велось с 1587 по 1677 год. А. Новосельский избегал точной датировки. Загоровский полагал, что дата начала строительства 1635 год. Причины строительства Белгородской черты, по мнению Загоровского, следующие:
- неудачная Смоленская война,
- активизация набегов Крымского ханства.

Строить земляной вал было решено в марте 1636 года.
В январе 1637 года Боярская дума приняла решение о строительстве таких же линий поперёк других основных путей нападения татар:
- Муравский шлях
- Изюмский шлях
- Бакаев шлях
- Ногайский шлях
- Пахнуцкий шлях
- Кальмиусский шлях

### Участки Белгородской черты
- 1. Олешнинский участок
- 2. Вольновский участок
- 3. Хотмыжский участок
- 4. Карповский участок
- 5. Болховецкий участок
- 6. Белгородский участок
- 7. Нежегольский участок
- 8. Короченский участок
- 9. Яблоновский участок
- 10. Новооскольский участок
- 11. Верхососенский участок
- 12. Усердский участок
- 13. Ольшанский участок
- 14. Острогожский участок
- 15. Коротоякский участок
- 16. участок Борщева монастыря.
- 17. Костенский участок
- 18. Воронежский участок
- 19. Орловский участок
- 20. Усманский участок
- 21. Белоколодский участок

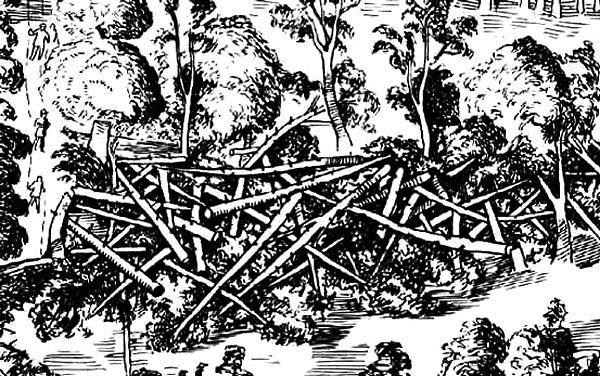
Засека в лесу по рисунку Вильгельма Гондиуса (1636 год)

- 22. Укрепления вотчинного города Романова
- 23. Сокольский участок
- 24. Добровский участок
- 25. Козловский участок

## Крепости черты
Непосредственно на самой Белгородской черте находились следующие крепости и остроги (в скобках указаны годы основания):
- Козлов (1635)
- Добрый (1647)
- Сокольск (1647)
- Романов (1614)
- Белоколодск (1663)
- Усмань (1646)
- Орлов (1645)
- Воронеж (1586)
- Костенск (1644)
- Борщёв монастырь[источник не указан 3850 дней] (1615)
- Урыв (1646)
- Коротояк (1648)
- Острогожск (1652)
- Ольшанск (1645)
- Усерд (1637)
- Верхососенск (1637)
- Царёв-Алексеев (1637)
- Яблонов (1637)
- Короча (1638)
- Нежегольск (1654)
- Белгород (1593) — главный город-крепость
- Болховец (1646)
- Карпов (1646)
- Хотмыжск (1640)
- Вольный курган (1640)
- Ахтырка (1654)
- Тамбов (1636)

Несмотря на то, что укрепления Троицкого, Романова и Борщева монастыря входили в состав Белгородской черты, воеводе Белгородского разряда они не подчинялись.
Романов был вотчинным городом бояр, а после — царской династии Романовых. Троицкий монастырь, основанный недалеко от Козлова в 1622 году, являлся казачьим.
Борщёв монастырь был основан донскими казаками для атаманов и казаков, «которые из них постригаются и, которые из них же раненые и увечные в том монастыре будут» и с самого своего возникновения был зависим от Войска Донского. Казаки в 1621 году выхлопотали монастырю богатый Богацкой ухожей на Дону и впоследствии помогали монастырскому начальству в его тяжбах с коротоякскими детьми боярскими и костенскими драгунами. Без разрешения донского войскового круга, игумен даже боялся выполнять распоряжения епархиальной власти. Выселенные из Костенска полковые казаки заняли землю Борщёвского монастыря — вотчину донских казаков, что вызвало тяжбу с Войском Донским, тянувшуюся до конца XVII века.
Кроме того, для «усиления» Белгородской черты были реконструированы существующие и дополнительно построены следующие крепости и остроги:
Между Белгородской и Тульской чертами:
- Михайлов (1551)
- Ряжск (1572)
- Пронск (1536)
- Белёв (1572)
- Епифань (1571)
- Дедилов (1554)
- Мценск (1147)
- Новосиль (1157)
- Орёл (1564)
- Карачев (1146)
- Кромы (1596)
- Новгород-Северск (1125)
- Путивль (1126)
- Рыльск (1142)
- Курск (1586)
- Ливны (1586)
- Елец (1592)
- Донков (1570)
- Старый Оскол (1593)
- Ефремов (1638)
- Чернавск (1638)
- Землянск (1657)
- Демшинск (1683)
- Белополье (1672)
- Суджа (1664)
- Сумы (1652)
- Недригайлов (1668)
- Гадяч (1634)

Южнее Белгородской черты были построены следующие крепости и остроги:
По реке Ворскла — Рублёвка (1675)
По реке Оскол и её притокам:
- Валуйки (1593)
- Двуречная (1661)
- Купянка (1655)
- Сенков (1674)
- Горохватка (1680)
- Царев-Борисов (1600)

По реке Северский Донец и её притокам:
- Золочев (1680)
- Чугуев (1657)
- Змиёв (1656)
- Перекоп (1696)
- Балаклея (1654)
- Изюм (1680)
- Тор (1645)
- Маяцкий городок (1663)
- Старый Бельск (1655)

По реке Дон — Кагальник (1668)

## История строительства

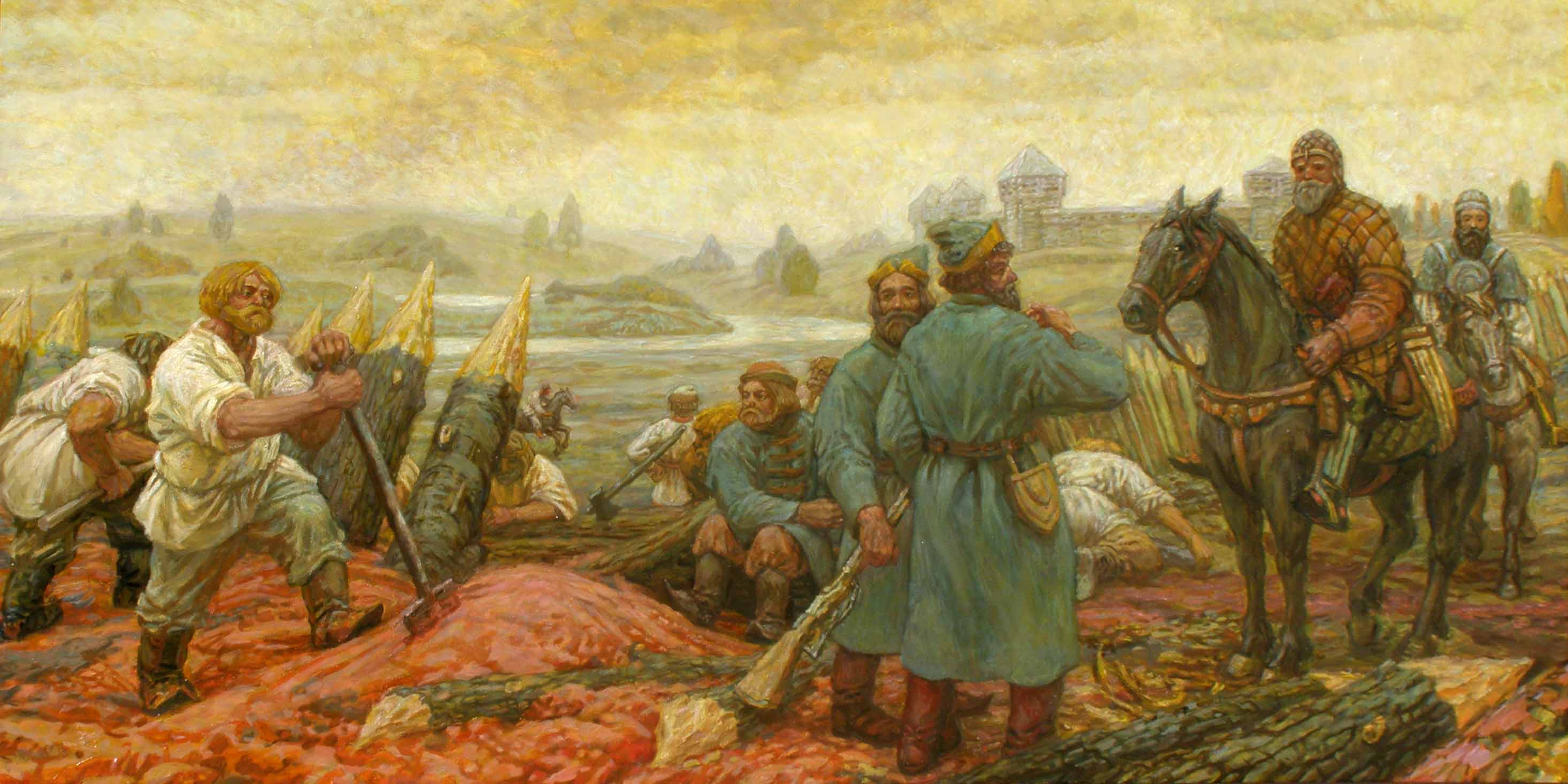
М. Пресняков. На границе с Диким полем. 2010 год, Холст, масло.

С целью защиты южных рубежей Московской Руси, помимо строительства городов-крепостей, в 1571 году реорганизуется сторожевая служба. В начале XVII века начинается сооружение Белгородской черты, а с 1635 года, после обострения отношений с Крымским ханством часть черты была восстановлена — за рекой Окой. Помимо этого в конце 1630 года началось, а к концу 1640-х годов закончилось строительство новой части черты. Среди новых объектов — 18 городов-крепостей и 2 укреплённых района с системой острожков, валов, рвов и засек в Комарицкой волости под Севском и в Лебедянском уезде. В пределах Липецкой области в состав Белгородской черты входили небольшие крепости: Сокольск (в северной части Липецка), Добрый (Доброе), Усмань, Демшинск, а также многие сёла.
В годы создания Черты расположенные на ней города и остроги (крепости) населялись, в основном, казаками. Это были так называемые «городовые казаки» — служилые люди, нанятые государством, в отличие от вольных казаков. С построением городов и острогов вокруг одновременно возникали пригородные слободы, села и деревни. Они заселялись служилыми людьми из различных районов Московского государства. Служилыми людьми из г. Хотмыжска, в котором были поселены в 1650 году казаки, стрельцы, пушкари были основаны слободы на Ворскле — Стрелецкая, Казацкая, Пушкарная, сохранившие свои названия до наших дней. В г. Новый Оскол в 1649 году были переведены 200 семей казаков из Ельца. Болховец заселен в 1648 г. переселенцами из Карачаева. В 1651 году количество казаков в городах и уездах на Белгородской черте составляло: Хотмыжск — 291; Карпов — 208; Белгород — 179; Короча — 140; Яблонов — 281; Царёв-Алексеев — 481 и т. д.
Во второй половине XVII века, после создания Слободских казацких полков — Острогожского, Ахтырского, Харьковского, Изюмского, Сумского, Балаклейского и Змиевского, многие крепости Белгородской черты (Острогожск, Землянск, Новый Оскол, Урыв, Усерд, Ливны, Коротояк, Ахтырка, Изюм, Сумы, Валуйки и т. д.,) оказались под их управлением. Однако гарнизоны крепостей в состав новосозданных полков не вошли, а продолжали подчиняться царским воеводам. Попытки слободских полковников записывать к себе в казаки московских служилых людей (стрельцов, пушкарей, городовых казаков, «детей боярских») немедленно пресекались.

## Историческое значение
Как писал В. П. Загоровский, Белгородская черта проявила себя как эффективный способ борьбы с крымско-ногайскими набегами и послужила образцом для сооружения схожих оборонительных линий к югу от неё. Если ещё в 1630-х годах грабительские рейды крымских татар отражались у берегов Оки, то после её возведения район русско-крымских столкновений сдвинулся на сотни километров на юг, открыв огромные плодородные территории для полноценного заселения. Согласно Загоровскому, Белгородская черта являлась основой будущего окончательного успеха России в борьбе с Крымским ханством.

## Сохранность
По данным на 1957 год, вал хорошо сохранился между Болховцом и Карповым.
В середине XX века остатки его можно было видеть в Старом городе и Белгороде на южной стороне по Везельской улице и далее он хорошо был виден около села Мясоедово, выше Дальней Игуменки, вблизи города Короча.
В 1648—1654 годах линия была продолжена от Нижнего Ломова до Симбирска. В районе Козлова (Мичуринск) Белгородская черта соединялась с Симбирской чертой.
В Липецкой области от укреплений Белгородской черты остался Усманский земляной вал. См. также Татарский вал.

## Воссоздание

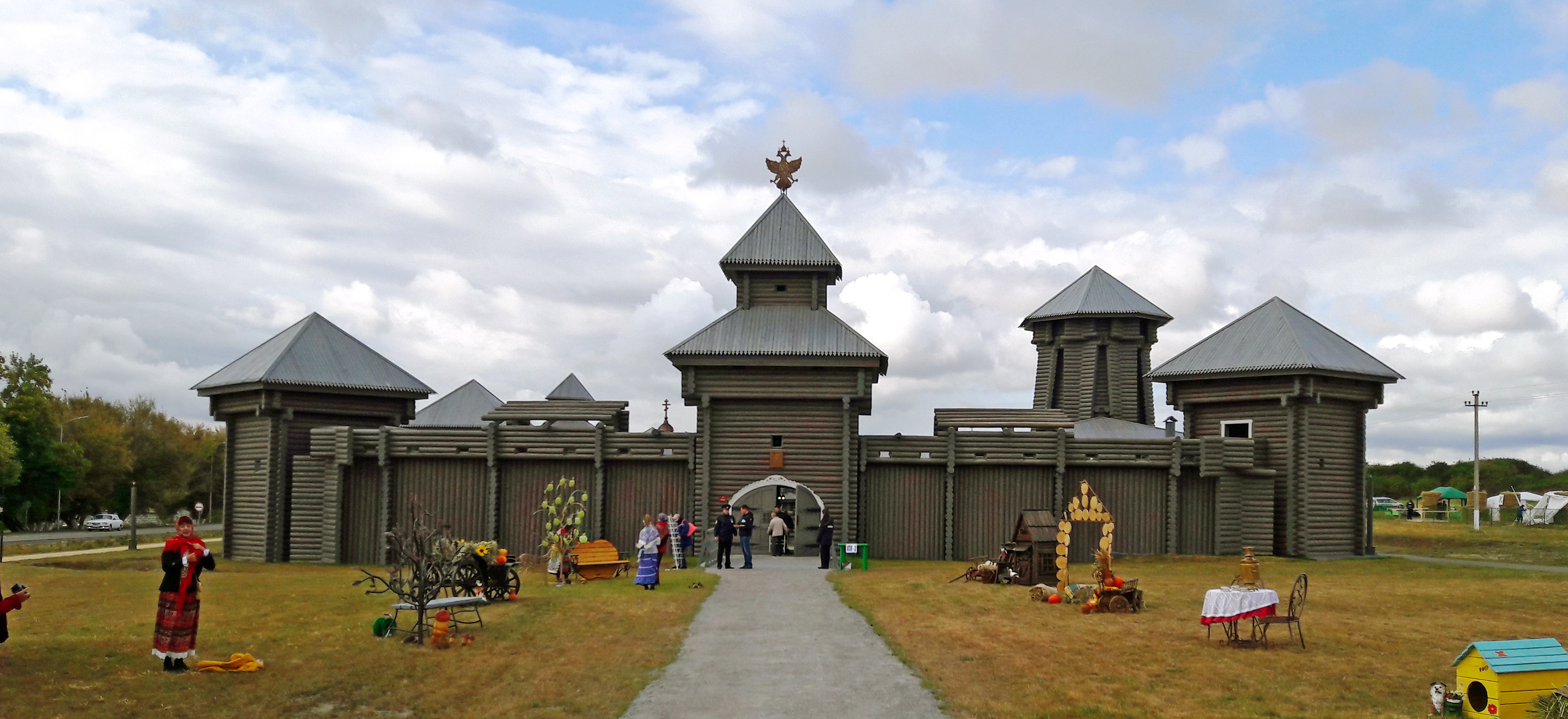
Комплекс Город-крепость «Яблонов» — собирательный образ стрелецкой заставы XVII века

На территории Корочанского района Белгородской области по оригинальным чертежам воссоздан город-крепость «Яблонов» — копия одноимённой крепости, возведенной в середине XVII века в составе Белгородской черты. Комплекс возведён вручную на площади более 1,2 тыс. кв. метров с использованием различных пород отборного дерева из леса Архангельской области. В состав города-крепости вошли оборонительные башни со стенами, раскаты с пушками и казённый погреб, воеводский дом и житный двор, часовня и колокольня, ремесленные мастерские. Официальное открытие объекта, воссоздававшегося с 2017 года, состоялось в сентябре 2019 года.